# 리볼리역
리볼리역(Rivoli)은 토리노 지하철의 역이다. 리볼리 광장과 비토리오 에마누엘레 2세가 사이의 교차로 부근 지점인 프란치아 가에 자리잡고 있다. 2006년 토리노 지하철 노선 1차 구간 역 중 하나로 문을 열었다.

## 시설
- 매표기
- 장애인 접근시설
- 엘레베이터
- 에스컬레이터
- CCTV 감시카메라